# Ljudmyla Josypenko
Ljudmyla Josypenko (ukrainska: Людмила Дмитрівна Йосипенко), född den 24 september 1984 i Yahotyn, Ukrainska SSR, Sovjetunionen, är en ukrainsk friidrottare som tävlar i mångkamp. 